# Тішман Марк Йосипович
Марк Йосипович Тішман (нар.. 22 серпня 1979, Махачкала, Дагестанська АРСР, Російська РФСР, СРСР) — російський співак, композитор і телеведучий.
З грудня 2019 року є послом фонду «Подаруй життя».

## Біографія
Народився 22 серпня 1979 року в Махачкалі (Дагестан). За національністю — єврей. Батько — Йосип Аркадійович Тішман — інженер, уродженець Чернівців; мати — Ізольда Михайлівна Тішман — лікарка з родини бессарабського походження. Марк має старшого брата Михайла, за професією теж лікар.
У Махачкалі сім'я жила на вулиці Азіза Алієва. З дитинства Марк захоплювався музикою, брав участь у конкурсах художньої самодіяльності, закінчив махачкалінську музичну школу № 5 за класом фортепіано.
У13-річному віці він став переможцем конкурсу на знання англійської мови та відправився навчатися до США за програмою обміну школярами, де також відвідував заняття у дитячому хорі. Перебував у США понад півроку, після чого повернувся додому, до Махачкали. З відзнакою закінчив Махачкалінську середню школу № 8.
Після закінчення школи Марк Тішман переїхав з Махачкали до Москви і вступив до МДУ на факультет іноземних мов, який закінчив із червоним дипломом та ступенем бакалавра. Знає англійську та іспанську мови. Під час навчання в університеті Марк почав брати уроки вокалу у славнозвісного педагога музичного училища імені Гнесіних Володимира Хачатурова. Після закінчення МДУ Марк вступив до Російського інституту театрального мистецтва на факультет музичного театру, курс Розетти Немчинської. Він зіграв у багатьох спектаклях, включаючи мюзикл «Цілуй мене, Кет», де він виконував головну роль і з яким виступав у багатьох містах Росії та зарубіжжя.
До 2006 року Марк був одним із солістів групи «Профспілка», що стала в липні 2004 року лауреатом Міжнародного конкурсу молодих виконавців «Морський вузол». Після відходу з групи Марк Тішман виступав на корпоративних заходах та святах, працював на телебаченні, де вів передачу про моду, знімався в телесеріалах, складав пісні, які виконував сам, а також гурт «Парі». Вів лотерею «Бінго-мільйонер» у 2006—2007 роках.
Влітку 2007 року Марк Тішман відправив свою пісню «Я стану твоим ангелом» на кастинг «Фабрики зірок — 7». В результаті він пройшов відбір у Костянтина Меладзе та став учасником телевізійного музичного проєкту, у фіналі якого посів друге місце. У період своєї участі у проєкті Марк Тішман звернув на себе увагу багатьох відомих діячів культури та мистецтва. Ось думка провідного джазового музиканта країни Георгія Гараняна: Тішман вже виступав зі мною в Московській консерваторії. Готовий професійний артист, найпідготовленіший із тих, хто був там. Мало того, в області джазу він виявив надзвичайну ерудицію. Знав такі речі, що не кожен музикант-джазмен знає. До речі, подальша доля хлопців може бути не пов'язана з тими місцями, які їм присудили. Я передрікаю майбутнє Марку Тішману — тут навіть говорити нічого, це всім абсолютно ясно".
Відразу після закінчення зйомок на «Фабриці зірок» Марк Тішман виступив на щорічному фестивалі «Російська зима» у Лондоні, де співав свою пісню «Ярким пламенем». Також, взяв участь як співак-виконавець у програмах « Пісня року» (РТР), «Дві зірки», «Ніч на Першому», « Тетянин день», «Пісні для коханих», « Міс Росія» на телеканалі СТС та різних святкових концертах. З лютого по вересень 2008 року брав участь у гастрольному турі «Фабрики зірок-7» містами Росії та зарубіжжя, де він не лише виконував свої пісні, а й був ведучим усіх концертів.
2 березня 2008 року в день виборів Президента Росії брав участь у концерті «Я обираю Росію!», що проходив біля стін Кремля і транслювався на Першому каналі в момент закриття виборних дільниць (02.03.2008, початок 21-20). Разом із популярними естрадними виконавцями заспівав гімн власного твору «Вперёд, Россия!», який наступного дня звучав у ранкових випусках «Новин» Першого каналу.
Марк Тішман став автором музики та слів гімну «Ромашка», написаного на честь Дня сім'ї, кохання та вірності, який з 2008 року оголошено Державним святом. Світлана Медведєва, дружина Президента Росії у своєму інтерв'ю розповіла: «Гарну пісню написав Марк Тішман — лише за одну ніч. Не очікувала, що молодь так відгукнеться, з'явиться стільки віршів, як можна любити, як можна відчувати. І що дуже важливо: вірші адресовані саме до цього Дня. Про кохання написано дуже багато, а ось про сім'ю, про те, як її берегти…» . Прем'єра гімну «Ромашка» у виконанні Марка Тішмана та фіналістів телепроєкту «Фабрика зірок» відбулася у фіналі святкового концерту на Першому каналі 8 липня 2008 року, який транслювався з м. Червоноград. Мурома (Володимирська область).
Після закінчення проєкту «Фабрики зірок» шанувальники Марка Тішмана організували фан-клуб «МаркІЗ Ангелів», який проводить творчі зустрічі з артистом .
У заключному гала-концерті Міжнародного фестивалю «П'ять зірок. Інтербачення 2008» у м. Сочі Марк Тішман був почесним гостем та виконав у прямій трансляції Першого каналу свою нову пісню «Моя история». У вересні Марк Тішман брав участь у святкових заходах, присвячених святам «День міста» (м. Москва, Тула). Також на суд глядачів до кінця 2008 року було представлено ще дві нові пісні авторства Марка Тішмана «Вечер. Холодно» та «Девушка — Победа». Як співак-виконавець Марк Тішман бере участь у творчих вечорах Георгія Гараняна, Андрія Дементьєва, Миколи Добронравова, Валентина Юдашкіна, а також у вечорах пам'яті (Михала Таніча, Володимира Висоцького), які транслюються на федеральних телеканалах (Перший канал, Росія). З 2008 року вів авторську колонку в інтернет-газеті.
На заходах Марк Тішман виступає не лише як виконавець, а й ведучий. 17 листопада 2009 року разом з Яною Лапутіною провів церемонію нагородження премією в галузі естетичної медицини «Золотий ланцет».
У 2009 році у дуеті з акторкою Нонною Гришаєвою став переможцем третього сезону музичного шоу «Дві зірки».
У своїй концертній діяльності Марк Тішман приділяє увагу підтримці благодійних проєктів. Напередодні Дня народної єдності Росії 2 листопада 2009 року він став одним з провідних концерту «Країна Воскресіння» в ДКЗ «Росія в Лужниках», що пройшов за підтримки Уряду Москви. 8 листопада 2009 року Марк Тішман виступав на церемонії закриття благодійного кінофестивалю «Променистий ангел», духовним піклувальником якого є Патріарх Московський Кирило. У листопаді 2009 року Марку Тішману було вручено «Подяку» за участь в акції «Сонячний день» від Фонду соціально-культурних ініціатив, президентом якого є Світлана Медведєва.
У лютому 2010 року Марк взяв участь у сольних концертах французької співачки Патрісії Каас у Державному Кремлівському Палаці, дуетом з якою виконав пісню La Chance Jamais Ne Dure, російський текст до якої «Судьба дай нам шанс» написав сам. У квітні разом Йосипом Кобзоном та Тамарою Гвердцителі виступав у творчих вечорах поета Андрія Дементьєва у шести найбільших містах Ізраїлю (Ашкелон, Єрусалим, Тель-Авів, Беєр-Шева, Карміель, Хайфа). Марк виконав уже відомі пісні «Яблоки на снегу», «Давай попробуем вернуть», «Я рисую». Спеціально до концертів Марк Тішман написав музику на його вірші «В будущем году — в Иерусалиме». У 2010 році Марк — постійний учасник нового музичного проєкту Першого каналу « Надбання республіки», де виконав популярні ретро-пісні «Лучший город Земли», «Вам возвращая ваш портрет», «Как, скажи, тебя зовут?» (дует з Олексієм Воробйовим), «Александра» (дует з Вікторією Дайнеко), а також є членом журі.
Весною 2010 року Марк Тішман брав участь у творчому вечорі поета Андрія Дементьєва «Моя земля Тверське князівство» (м. Твер) та ювілейному концерті оркестру імені Юрія Силантьєва в ДКЗ «Росія в Лужниках», де виконав пісню «Русский вальс» під аккомпанемент композиторки Олександри Пахмутової (ефір на каналі ТВ Центр). 9 травня брав участь у благодійному концерті у Кремлівському палаці для ветеранів війни «Пісні Перемоги», де виконав пісню з репертуару Лева Лещенка «Сирень» 12 червня на День Росії Марк виконав з Юлією Савичевою, Валерією, Іраклі, гуртом «Місто 312» та іншими популярними вітчизняними виконавцями свою пісню «Россия, вперед» у фіналі великого святкового концерту «Росія молода» на Червоній площі, який транслювався у прямому ефірі на каналах МУЗ-ТВ та Росія-1.
Марк Тішман також продовжує виступати як ведучий концертів — зі Світланою Моргуновою 19 червня у «Крокус Сіті Холл» провів вечір пам'яті великої російської співачки Людмили Зикиної «Я лечу над Россией» з трансляцією на Першому каналі. З Мариною Дев'ятовою 23 червня провів «Бал випускників — 2010» на телеканалі ТВ Центр, де пройшла прем'єра його нової пісні «Я к тебе вернусь». 3 липня Марк Тішман виступив на концерті до Дня Сім'ї, Любові та Вірності, який вже утретє проходив у Муромі, з трансляцією на Першому каналі. Цього року вперше прозвучала його сольна пісня «Светлая» та дует із Вікторією Дайнеко «Половинка» (автор Джахан Поллієва). 4 липня виступив на закритті міжнародного музичного конкурсу «Морской узел» (м. Новоросійськ).
Озвучив роль Вектора в мультфільмі «Нікчемний Я» від компанії Universal Studios. На думку режисера дубляжу Ярослави Турилєвої відсутність досвіду у цій професії була компенсована працелюбністю та музичним слухом. У рамках цієї роботи Марк Тішман активно взаємодіяв із Леонідом Ярмольником; пізніше вони разом працювали на презентаціях картини.
У жовтні 2010 року пройшов спільний гастрольний тур Марка Тішмана та Зари, які успішно виступили у найкращих концертних залах найбільших міст Ізраїлю — Ашкелон, Хайфа, Карміель, Беєр-Шева, Нагарія, Тель-Авів, Єрусалим.
У листопаді 2010 року Марк Тішман зняв перший музичний відеокліп на свою пісню «Январи». Режисер — Кирило Серебренніков, оператор — Михайло Кричман. 2 грудня 2010 року відбувся реліз першого сольного альбому Марка Тішмана «Песни про Тебя», який випустила звукозаписна компанія Real Records. До нього увійшли 12 пісень, написані Марком у період з 2001 по 2010 рік — «Москва-Нева», «Ближе к небу», «Я стану твоим ангелом», «Январи», «Я к тебе вернусь», «Наш танец», «Иерусалим», «Девушка-победа», «Светлая», «Ярким пламенем», «Нравится!», «Вечер. Холодно». А також пісня «Пять цветов любви», написана композитором Костянтином Меладзе та поетесою Діаною Гольде спеціально для Марка. На альбомі видано дует «Подобається!» з акторкою Нонною Гришаєвою.
Виступив у фінальній грі зимового сезону гри Що? Де? Коли?, виконавши під власний акомпанемент на роялі пісню «Мама» з репертуару гурту «Секрет». Для Новорічного випуску програми «Надбання республіки» (Перший канал), присвяченого композитору Аллі Пугачової, Марк Тішман виконав у новому аранжуванні її пісню «Мэри» у супроводі гурту «Стріт-джаз». Концертний номер його власної пісні «Январи» поставила чемпіонка світу з гімнастики Ляйсан Утяшева, яка разом із ним взяла участь у зйомках програм «Двадцятка найкращих пісень» та «Народна марка», які пройшли наприкінці 2010 року на сцені Державного Кремлівського Палацу.
Марк Тішман записав пісню «L'été indien» композитора Тото Кутуньо в дуеті з відомою італійською співачкою InGrid. Ефір цієї пісні пройшов на Першому каналі 31 грудня 2010 в Новорічному випуску програми «Дві зірки». 17 березня 2011 року вона була виконана на концерті Тото Кутуньо в Державному Кремлівському Палаці.
8 березня 2011 року на телебаченні відбулася прем'єра нової пісні Марка Тішмана «Не вопрос!», його власного авторства, яку він виконав у святковому концерті в Цирку на Кольоровому бульварі та на сцені Кремлівського Палацу у святковому шоу-дефілі Валентина Юдашкіна.
З 12 березня 2011 року Марк Тішман став учасником нового сезону телепроєкту Першого каналу « Фабрика зірок — повернення», в якому беруть участь фіналісти попередніх випусків, які знову поборються за звання найкращого фабриканта. У фіналі Марк отримав спеціальний приз «Приз продюсерських симпатій».
У вересні 2011 року відбувся перший сольний гастрольний тур Марка Тішмана містами Ізраїлю — «Ангели у січні».
Восени 2012 року Марк Тішман та Зара провели спільний гастрольний тур «Дві зірки та пісні про кохання» містами Німеччини.
У березні 2013 року було випущено кліп «Ярким пламенем».
У січні 2014 року Перший канал показав новорічний випуск проєкту «Дві зірки», в якому пісню «Мельницы моей души» (вірші Марка Тішмана, музика Мішеля Леграна) виконали Тамара Гвердцителі та Дмитро Дюжев.
З листопада 2013 року до січня 2014 року Марк Тішман взяв участь у проєкті Першого каналу «Повтори!» — шоу перевтілень, у якому також брали участь Нонна Гришаєва, Олександр Олешко, Ганна Большова та інші. У дев'ятому, фінальному випуску Олександр Ширвіндт вручив Марку Тішману спеціальний приз від театральної спільноти за акторську майстерність.
28 травня 2014 року відбувся перший сольний концерт Марка Тішмана у Світланівській залі Московського Міжнародного Дому Музики із програмою «Музика моєї душі».
7 березня 2015 року у Світланівській залі ММДМ Марк Тішман представив свою другу сольну програму «Пісні про справжнє кохання».
Весною 2015 року одним із учасників третього сезону телепроєкту «Один в один» (канал Росія 1) став Марк Тішман. Протягом кількох місяців Марк створив понад 10 яскравих образів, що запам'ятовуються, деякі з них згодом стали окремим номером у його сольній концертній програмі. Перевтілення Марка Тішмана на співака Роббі Вільямса з піснею «Feel» через 2 роки отримало високу оцінку від самого Роббі у передачі Першого каналу «Нехай говорять».
У листопаді 2015 року було випущено кліп на пісню «Волга».
У 2016 році в ефір телеканалу Культура було випущено телепроєкт «Поліглот», в якому разом з іншими відомими людьми Марк вивчав китайську мову.
Весною 2016 року відбувся реліз пісні «Пьяные, счастливые».
В одному з весняних випусків проєкту «Один в один» Марк взяв участь як запрошений артист, виконавши пісню Джо Кокера «N'oubliez jamais», якого зустріли теплою реакцією публіки та журі.
У липні 2016 року Марк Тішман брав участь у традиційному концерті Першого каналу в Муромі до Дня сім'ї, любові та вірності, виконавши дві пісні: «Волга» та «На каникулы» (дует із учасниками проєкту «Голос. Діти»).
У жовтні 2016 року на концерті «Всі зірки гумору» відбулася прем'єра пісні «Самый чистый кайф».
З 15 по 26 листопада 2016 року з успіхом пройшов великий сольний тур Марка Тішмана містами Ізраїлю.
31 грудня 2016 року Марк став одним із ведучих шоу нового для Росії формату «Новорічний мільярд». Наприкінці програми прозвучала пісня «Під Новий рік», автором якої є Марк.
У лютому 2017 року Марк представив аудиторії новий кліп «Самый чистый кайф», у якому також взяли участь Анастасія Вядро, учасниця 2 сезону телепроєкту " Танці на ТНТ ", та Артем Голубєв, режисер та танцюрист. Кліп набрав на YouTube понад 1 мільйон переглядів.
9 березня також відбувся великий сольний концерт Марка «Про найголовніше…» у Московському Будинку Музики. Тоді ж відбулася прем'єра пісні "Танцевать одни
10 березня було представлено реліз нового, другого за рахунком, альбому «730».
З червня 2017 року Марк є особою благодійного фонду «Мелодія життя», який допомагає дітям-користувачам кохлеарних імплантів.
7 липня 2017 року ВКонтакте відбулася ексклюзивна прем'єра кліпу на пісню «Невыносимая» Марка та Юлії Паршута. За тиждень кількість переглядів кліпу перевищила позначку 5 мільйонів ВКонтакті та на YouTube. Крім цього, був випущений сингл «Невыносимая», до якого крім самої пісні увійшли акустична та англомовна версії треку.
Також 8 липня Марк знову взяв участь у концерті до Дня сім'ї, кохання та вірності у Муромі. Трансляція концерту велася Першим каналом, а Марк та Юля Паршута виконали свій трек «Невыносимая».
В 2018 році був довіреною особою кандидата в мери Москви Сергія Собяніна.
9 жовтня 2018 з 22:00 до 23:00 Марк Тішман став гостем програми «Народжені в СРСР» на телеканалі «Ностальгія». У прямому ефірі Марк відповів на запитання ведучого Володимира Глазунова та глядачів.
14 березня 2021 року відбувся концерт Марка Тішмана «Від крику до тиші» у Вегас Сіті Холлі. Початок о 18:00.
2021 року відбулася прем'єра кліпу Марка Тішмана на пісню «Пьяней».
У 2021 році брав участь у другому сезоні шоу «Маска» на НТВ у масці Білого Орла. Протримався до дев'ятого випуску, але ніхто із журі не впізнав його.
У 2021 році був гостем у передачі Ти супер! 60+ на телеканалі НТВ.
З жовтня 2021 року учасник шоу «Шоумаскгоон» на телеканалі НТВ.

## Музична кар'єра
Марк Тішман відомий не лише як співак-виконавець, але як композитор та автор слів . Випустив такі сольні музичні альбоми:
- 2010 — Песни про тебя[13]
- 2017—730[14]
- 2019 — Звёзды декаданса[15]

В ефірі телебачення та радіостанцій звучать пісні:
- «Nathalie» (музика Хуліо Іглесіаса / слова Raul Arcuza / виконання Марк Тішман, Нонна Гришаєва), проєкт «Дві зірки-3»
- «Актриса» (музика / слова Костянтин Меладзе / виконання Марк Тішман, Нонна Гришаєва) проєкт «Дві зірки-3»
- «Апрель» (музика / слова Джахан Поллтєва / виконання Марк Тішман)
- «Бедная бестия» (музика / слова виконання Марк Тішман)
- «Ближе» (музика / слова Марк Тішман / виконання Марк Тішман / гурт «БиС» / Влад Соколовський / гурт «Профсоюз» / гурт «Пари»)
- «Вам возвращая ваш портрет» (музика Николай Мызников / слова Ефим Розенфельд / виконання Марк Тішман), проєкт «Достояние республики»
- «В будущем году в Иерусалиме» (музика Марк Тішман / слова Андрій Дементьєв / виконання Марк Тішман)
- «Вечер. Холодно» (музика / слова / виконання Марк Тішман)
- «Вперёд, Россия!» (музика / слова Марк Тішман / виконання Марк Тішман / Марк Тішман, Виктория Дайнеко, гурт «Город 312», гурт «Корні», гурт «Фабрика»)
- «Времена» (музика / слова / виконання Марк Тішман)
- «Год любви» (музика Арно Бабаджанян / слова Андрей Вознесенский / виконання Лев Барашков, Марк Тішман)
- «Города» (музика / слова / виконання Марк Тішман)
- «Девушка Победа» (музика / слова / виконання Марк Тішман)
- «Дэнс, дэнс, дэнс» (музика / слова / виконання Марк Тішман)
- «Жестокое танго» (музика Геннадий Гладков, слова Юлий Ким / виконання Марк Тішман, Нонна Гришаева (из к/ф 12 стульев), проєкт «Две звезды-3»
- «За того парня» (музика Марк Фрадкин, слова Роберт Рождественский / виконання Марк Тішман)
- «Здравствуй, ЛЕТО» (музика, слова / виконання Марк Тішман)
- «Иллюзии» (музика Марк Тішман, Андрей Мисин / слова Марк Тішман / виконання Марк Тішман)
- «Копакабана» (музика / слова / виконання Марк Тішман)
- «Лебединая верность» (музика Евгений Мартынов / слова Андрей Дементьев / виконання Марк Тішман)
- «Любовь как поп-корн» (музика / слова Марк Тішман / виконання Марк Тішман / Влад Соколовский)
- «Лучший город Земли» (музика Арно Бабаджанян / слова Леонид Дербенев / виконання Марк Тішман), проєкт «Достояние республики»
- «Маменька» (музика / слова Константин Меладзе / виконання Марк Тішман)
- «Махнём не глядя» (музика Вениамин Баснер, слова Михаил Матусовский / виконання Марк Тішман)
- «Мне нравится» (музика Микаэл Таривердиев, слова Марина Цветаева / виконання Марк Тішман, Нонна Гришаева), из к/ф Ирония судьбы, или С лёгким паром!, проєкт «Две звезды-3»
- «Моя история» (музика / слова / виконання Марк Тішман)
- «Наш танец» (музика / слова Марк Тішман / виконання Марк Тішман, Корнелия Манго, Зара)
- «Небо Лондона» (музика / слова Земфира / виконання Марк Тішман, Нонна Гришаева), проєкт «Две звезды-3»
- «Не вопрос» (музика / слова / виконання Марк Тішман)
- «Ноктюрн» (музика Арно Бабаджанян, слова Роберт Рождественский / виконання Марк Тішман, Нонна Гришаева), проєкт «Две звезды-3»
- «Нули» (музика / слова / виконання Марк Тішман)
- «Опять метель» (музика Константин Меладзе, слова Константин Меладзе, Джахан Поллыева / виконання Марк Тішман, Нонна Гришаева), проєкт «Две звезды-3»
- «Оранжевый галстук» (музика Евгений Хавтан, слова Валерий Сюткин / виконання Марк Тішман, Нонна Гришаева), проєкт «Две звезды-3»
- «Пароход» (музика Николай Минх, слова Анатолий Френкель / виконання Марк Тішман, Нонна Гришаева), проєкт «Две звезды-3»
- «Песня Анюты» (музика Исаак Дунаевский, слова Василий Лебедев-Кумач / виконання Марк Тішман, Нонна Гришаева), проєкт «Две звезды-3»
- «Песня этого города» (музика / слова / виконання Марк Тішман)
- «Половинка» (музика / слова Джахан Поллыева / виконання Марк Тішман, Виктория Дайнеко)
- «Последний бой» (музика / слова Михаил Ножкин / виконання Марк Тішман, Нонна Гришаева), проєкт «Две звезды-3»
- «Пьяные, счастливые» (музика / слова / виконання Марк Тішман)
- «Пять цветов» (музика Константин Меладзе / слова Константин Меладзе, Диана Гольдэ / виконання Марк Тішман)
- «Ромашка» (музика / слова Марк Тішман / виконання Марк Тішман, Виктория Дайнеко, Алексей Чумаков, Зара, группы «Инь-Ян», «БиС»)
- «Русский вальс» (музика Александра Пахмутова / слова Николай Добронравов / виконання Марк Тішман)
- «Светлая» (музика / слова / виконання Марк Тішман)
- «Сирень» (музика Павел Аедоницкий / слова Евгений Долматовский / виконання Лев Лещенко, Марк Тішман)
- «Ты не печалься» (музика Микаэл Таривердиев / слова Николай Добронравов / виконання Марк Тішман), из к/ф Большая руда
- «Чёрный кот» (музика Юрий Саульский / слова Михаил Танич / виконання Валерий Сюткин, Марк Тішман)
- «Эти глаза напротив» (музика Давид Тухманов, слова Т. Сашко / виконання Марк Тішман, Нонна Гришаева)
- «Это счастье» (музика Хулио Иглесиас (кавер-версия, ориг. «Pobre Diablo») / виконання Марк Тішман), концерт «Новогодняя ночь 2009 на Первом»
- «Я вернулся» (музика Андрей Мисин, слова Карен Кавалерян / виконання Марк Тішман
- «Я встретил девушку» (музика Андрей Бабаев, слова Мирзо Турсунзаде и Гарольд Регистан / виконання Марк Тішман, Нонна Гришаева), проєкт «Две звезды-3»
- «Я к тебе вернусь» (музика / слова / виконання Марк Тішман)
- «Я рисую» (музика Раймонд Паулс / слова Андрей Дементьев / виконання Марк Тішман)
- «Ярким пламенем» (музика / слова / виконання Марк Тішман)
- «Я стану твоим ангелом» (музика / слова / виконання Марк Тішман)
- «Январи» (музика / слова / виконання Марк Тішман)

## Ведучий телепрограм, концертів та церемоній
- 2006—2007 — «Бінго-мільйон» (Росія (2006), Спорт (2006—2007))
- 2008, 2010 — Випускні бали в Кремлі «Добрий час!»[16] (Перший канал, ТВ Центр)
- 2008 — Ювілейний вечір Георгія Гараняна (Перший канал)
- 2008 — Премія «Товар Року» (Муз-ТВ)
- 2009 — «Нові пісні про головне» (Перший канал)
- 2009 — «Скарб нації»[17] (Перший канал)
- 2009 — Святковий концерт «Це місто наше з тобою!» (ТВ Центр)
- 2009 — Ювілейний вечір Олександри Пахмутової (Перший канал)
- 2010 — Вечір пам'яті Людмили Георгіївни Зикиної «Я лечу над Росією»[18] (Перший канал)
- 2011 — Концерт ансамблю «Домісолька» « Різдвяна казка» (ТВ Центр)
- 2012—2016, 2018 — «Народна марка» в Кремлі[19] (Перший канал, НТВ)
- 2014 — Святковий концерт до Дня захисту дітей «Дорослі та діти» (Перший канал)
- 2014 — «Слов'янський базар» (Росія-1)
- 2015 — 13-та урочиста церемонія вручення щорічної премії Федерації єврейських громад Росії «Скрипаль на даху» (НТВ Мир)
- 2015 — Благодійний марафон «Танцюй добро» (Росія-2)
- 2016 — «Новий ранок»[20] (НТВ)
- 2016 — «Всі зірки для коханої» (НТВ)
- 2016 — «Всі зірки травневим вечором» (НТВ)
- 2016—2019 — Міжнародний фестиваль «Біла тростина»[21] (НТВ)
- 2016 — Ювілейний концерт Леоніда Дербенєва «Є тільки мить» (НТВ)
- 2016 — «Новорічний мільярд»[22] (НТВ)
- 2017 — Святковий концерт на Поклонній горі «Москві — 870!» (ТВ Центр)
- 2017 — «Новий рік в компанії з Володимиром Співаковим»[23] (Росія-К)
- 2018 — «Здрастуйте, країно героїв!» (ТВ Центр)
- 2018 — Вечір-присвята Андрію Дементьєву «І все-таки життя прекрасне!» (Росія-К)
- 2018 — Концерт-присвята Андрію Дементьєву «Віражі часу»[24] (Перший канал)

## Лауреат
Зайняв друге місце у телевізійному музичному проєкті " Фабрика Зірок-7 " (2007).
Лауреат російських фестивалів: «Нові пісні про головне» ("Я стану твоим ангелом, 2007, «Вечер. Холодно», 2008 рік), Пісня року («Я стану твоим ангелом» (2007), «Ближе» (2008)) та української музичної премії «Золота шарманка» 2009 рік .
Переможець шоу Першого каналу «Дві зірки — 3» (2009).
Чотири роки поспіль входив до «Сто найкрасивіших людей м. Москви» (2008, 2009, 2010, 2011) .
У 2012 році удостоєний Подяки Президента Російської Федерації за активну участь в організації та проведенні свята «День сім'ї, кохання та вірності» .